# 石川智晶
石川智晶（日语：／ Ishikawa Chiaki，1969年3月29日—），日本女性創作歌手、作詞家、作曲家。東京都出身。AB型血。音樂團體See-Saw（其成員包括石川和梶浦由記）的主音歌手，同時也進行獨唱，以及為其他歌手作詞作曲的活動。
舊藝名有：石川千亞紀、石川知亞紀，及Somali。

## 來歷
1993年，石川跟梶浦由記2人一起組成音樂團體See-Saw進行音樂活動出道。1995年See-Saw活動休止，石川則別名「Somali」進行獨唱持續活動。
2001年秋季，See-Saw活動再開之後。。自同年電視動畫《NOIR》的插曲「Indio」開始投入動畫歌曲製作（當時的藝名是石川千亞紀）。此後主唱〈.hack〉系列的主題曲，並且因為擔任作詞家為電視動畫《機動戰士鋼彈SEED》片尾曲「我們曾如此親密的在一起（日语：あんなに一緒だったのに）」、《機動戰士鋼彈SEED DESTNY》片尾曲「你與我如此相似（日语：君は僕に似ている）」進行填詞，使其知名度逐漸上升。
2003年開始，石川藝名「石川千亞紀」再度以個人名義發展，並發行改名後的第一張專輯《Inner Garden》、及次年2004年單曲《Like an angel/在雨中日子戀愛》。
2005年，See-Saw的最後一張單曲「你與我如此相似」發行之後，改用現在藝名「石川智晶」以自己作詞作曲的方式繼續進行單獨的音樂活動。
2006年，石川加入唱片公司Victor Entertainment，並發行個人的第一張單曲《只要美麗就好（日语：美しければそれでいい）》。
2007年，於動畫展覽會Anime Expo以特別嘉賓身分受邀參加。
2008年，電視動畫《機動戰士鋼彈00》片尾曲「Prototype」是石川第3次為鋼彈系列的主題歌進行填詞，並達成了日本Oricon公信榜一週單曲排行榜第3名的紀錄。
2009年, 電視動畫《元素高手》主題曲「First Pain」
2011年秋天，單曲「不完全燃燒」的PV於YouTube上架2個月後因點閱率突破50萬人次，獲得動畫部門單曲獎。
2013年以降，在日本國內定期巡迴舉辦個人演唱會。
2013年10月2日，石川智晶受源子文化邀請參加第二屆亞洲遊戲動漫展。
2014年，石川將迷你專輯《前夜》的唱片品牌轉由她的個人唱片品牌『MATERIAL WORLD』進行販售。
2016年現在則參與Animelo Summer Live的演出、和米倉千尋進行在上海、香港、廣州及北京等地的海外演唱會等等，以動畫歌手身分廣泛地活躍著。

## 音樂作品

### 單曲
|            | 發售日期       | 單曲名稱（日文名稱）             | 規格編號   | 商業搭配                                                                        | 最高排名   |
| 石川知亞紀 | 石川知亞紀     | 石川知亞紀                       | 石川知亞紀 | 石川知亞紀                                                                      | 石川知亞紀 |
| ---------- | -------------- | -------------------------------- | ---------- | ------------------------------------------------------------------------------- | ---------- |
| 1st        | 2004年2月4日   | Like an angel/在雨中日子戀愛（Like an angel/雨の日に恋をした） | IOCD-11048 | 東京電視台電視動畫《高橋留美子劇場 人魚之森》片頭主題曲（A面「Like an angel」） | 圈外       |
| 石川智晶   |                |                                  |            |                                                                                 |            |
| 1st        | 2006年4月19日  | 只要美麗就好（）                 | VICL-35991 | 東京電視台電視動畫《simoun》片頭主題曲                                          | 第34名     |
| 2nd        | 2007年3月21日  | 涙                               | ANCL-30001 | 網路電視動畫《幕末機關說》劇中插入歌                                            | 第158名    |
| 3rd        | 2007年6月13日  | Uninstall（）                    | VICL-36284 | 獨立UHF局電視動畫《地球防衛少年》片頭主題曲                                     | 第13名     |
| 4th        | 2007年11月21日 | 1/2                              | VTCL-35009 | TBS、BS-i電視動畫《逮捕令 全速前進》片尾主題曲                                  | 第58名     |
| 5th        | 2008年12月3日  | Prototype                        | VTCL-35055 | MBS、TBS電視動畫《機動戰士鋼彈00 2nd Season》片尾主題曲                         | 第3名      |
| 6th        | 2009年7月29日  | First Pain                       | VTCL-35061 | NHK教育頻道電視動畫《元素高手》片頭主題曲                                       | 第45名     |
| 7th        | 2010年8月4日   | 逆光                             | VTCL-35087 | 遊戲《戰國BASAR3》片尾主題曲                                                    | 第32名     |
| 8th        | 2010年10月6日  | 再也無所畏懼（）                 | VTCL-35099 | 電影動畫《劇場版 機動戰士鋼彈00 -A wakening of the Trailblazer-》劇中插入歌     | 第18名     |
| 9th        | 2011年7月27日  | 不完全燃燒/若是按下開關（）      | VTCL-35107 | 東京電視台電視動畫《神樣DOLLS》片頭主題曲（A面「不完全燃燒」）                  | 第19名     |
| 10th       | 2013年4月17日  |                                  | THCS-60001 | 獨立UHF局電視動畫《銀河機攻隊》第1話－第12話片尾主題曲                          | 第42名     |

### 專輯

#### 原創專輯
|            | 發售日期      | 專輯名稱（日文名稱）           | 規格編號                                | 最高排名 |
| ---------- | ------------- | ------------------------------ | --------------------------------------- | -------- |
| 1st        | 1999年6月23日 |                                | CRCH-10010                              |          |
| 石川知亞紀 |               |                                |                                         |          |
| 1st        | 2003年12月3日 | Inner Garden                   | IOCD-11047                              | 第231名  |
| 石川智晶   |               |                                |                                         |          |
| 1st        | 2007年8月22日 | 我們仍還未知道。（。）         | VIZL-250（初回盤） VICL-62472（通常盤） | 第28名   |
| 2nd        | 2009年9月30日 | 沒有任何人能教我（）           | VTCL-60140                              | 第28名   |
| 3rd        | 2012年4月25日 | 為了不讓任何人訴說這個世界（） | VTCL-60293                              | 第24名   |
| 4th        | 2015年9月16日 | 物語最初最後                   | DDCZ-2034                               | 第40名   |

#### 迷你專輯
|     | 發售日期      | 專輯名稱 | 規格編號  | 最高排名 |
| --- | ------------- | -------- | --------- | -------- |
| 1st | 2014年3月5日  | 前夜     | DDCZ-1940 | 第52名   |
| 2nd | 2014年10月8日 | 私言     | DDCZ-1967 | 第43名   |
| 3rd | 2017年3月8日  | 夢意味   | DDCZ-2139 | 第78名   |
| 4th | 2021年10月6日 | 理由     | DDCZ-2281 | 待公佈   |

### 影像作品
|     | 發售日期      | 名稱      | 規格編號 |
| --- | ------------- | --------- | -------- |
| 1st | 2009年8月19日 | OWN WRITE | VTBL-6   |

### 劇伴音樂
- 神樣DOLLS（2011年）[注 2]
- 幻想水滸傳（PSP用RPG主題歌）(2012年)「The Giving Tree」

### 書籍
- Not Enough（2009年7月29日發售）

### 提供
| 提供歌手                                 | 曲名              | 作詞 | 作曲 |
| ---------------------------------------- | ----------------- | ---- | ---- |
| 遠藤由實                                 | 信                | ○    |      |
| 影山浩宣                                 | 僕                | ○    | ○    |
| 木氏沙織                                 | blast of wind     | ○    |      |
| 煌·大和（保志總一朗）                    | 今瞬間            | ○    |      |
| 工藤亞紀                                 | MIND GAME         | ○    |      |
| 工藤亞紀                                 | 今日昨日明日      | ○    |      |
| 工藤亞紀                                 | ○                 |      |      |
| 茅原實里                                 |                   | ○    |      |
| 永作博美                                 | 逢                | ○    | ○    |
| 引田香織                                 | 手中永遠          | ○    |      |
| hibiku                                   | 冷月下響          | ○    |      |
| 吉野裕行 come across 阿雷路亞·帕普提茲姆 | 太陽／After image | ○    | ○    |
| 米倉千尋                                 | 12番目‥           | ○    | ○    |
| 沼倉愛美                                 | Strawberry pain   | ○    | ○    |
| 大倉明日香                               |                   | ○    |      |
| 昆夏美                                   |                   | ○    | ○    |
| 高垣彩陽                                 |                   | ○    | ○    |
| やなぎなぎ                               |                   |      | ○    |
| 内田真禮                                 |                   | ○    |      |

## 外部連結
- 石川智晶official site （页面存档备份，存于） （日語）－石川智晶的官方個人網站。
- Flying DOG所屬藝人頁面 （页面存档备份，存于） （日語）
- 石川智晶official blog－Powered by Ameba （页面存档备份，存于） （日語）－石川智晶的官方個人部落格（2010年6月1日－）。
- 石川智晶official blog－Powered by LINE （日語）－石川智晶的官方個人部落格（2016年1月21日－）。
- 石川智晶的X（前Twitter） （日語）